# Cynoglossus lineolatus
Cynoglossus lineolatus es una especie de pez de la familia Cynoglossidae en el orden de los Pleuronectiformes.

## Distribución geográfica
Se encuentran a las  costas de la  China.